# 은행게상과
은행게상과(Cancroidea)는 십각목에 속하는 게 상과의 하나이다. 2개 과로 이루어져 있으며, 은행게, 두드러기은행게, 꼬마은행게 등을 포함하고 있다. 이전에 이 상과에 속했던 2개 과는 이제 별도의 새로운 상과(털게과는 털게상과로, 긴수염게과는 긴수염게상과)로, 2개 과(피리멜라과, 티아과)는 꽃게상과로 옮겨서 분류하고 있다.

## 하위 과
- 아텔레키클루스과 또는 털게과 (Atelecyclidae)
  - Atelecyclus Leach, 1814
    - Atelecyclus rotundatus (Olivi, 1792)
    - Atelecyclus undecimdentatus (Herbst, 1783)

  - Pseudocorystes H. Milne Edwards, 1837
    - Pseudocorystes sicarius (Poeppig, 1836)
- 은행게과 (Cancridae)
  - Anatolikos Schweitzer & Feldmann, 2000
  - Cancer Linnaeus, 1758
  - Glebocarcinus Nations, 1975
  - Metacarcinus A. Milne-Edwards, 1862
  - Platepistoma Rathbun, 1906
  - Romaleon Gistel, 1848